# Atert Bissen
Atert Bissen (luks. Foussballclub Atert Biissen) – luksemburski klub piłkarski z siedzibą w mieście Bissen, w środku kraju, grający od sezonu 2025/26 w Nationaldivisioun.

## Historia
Chronologia nazw:
- 1945: Atert Bissen (luks. Foussballclub Atert Biissen)

Klub Piłkarski Atert został założony w Bissen 24 czerwca 1945 roku. Wcześniej w mieście istniał klub FC Jeunesse Bissen, który został założony w 1917 roku i rozwiązany w 1923 roku. W 1929 roku został odrodzony jako Red Star Bissen, który z kolei został rozwiązany w 1934 roku. W 1942 roku powstał klub FC 42 Bissen, który istniał do 24 czerwca 1945 roku, kiedy został rozwiązany jako klub niemiecki. W sezonie 1946/47 zespół startował w 3.Divisioun (D5), zajmując 1.miejsce w swojej grupie. Przez kilka dekad klub grał w luksemburskich ligach amatorskich. Dopiero w 1978 po wygraniu grupy 2.Divisioun (D4) zdobył promocję do 1.Divisioun (D3). W kolejnych sezonach występował na poziomie od III do V. W sezonie 2005/06 zwyciężył w grupie 1 2.Divisioun. W następnym sezonie 2006/07 znów został mistrzem grupy 1 1.Divisioun, zdobywając historyczny awans do zaplecza najwyższej ligi. Sezon 2007/08 zakończył na 10.pozycji w Éierepromotioun (D2).  Jednak pobyt na zapleczu ekstraligi był niedługim – po dwóch latach klub zaliczył spadek z drugiej ligi. Potem jeszcze w sezonach 2016/17 i 2018/19 zespół ponownie grał w Éierepromotioun, ale po roku znów spadał do 1.Divisioun. W sezonie 2019/20 zajął drugie miejsce w pierwszej grupie 1.Divisioun i po raz kolejny zdobył promocję do Éierepromotioun. Tym razem utrzymał się na drugim poziomie na trzy lata. Po wygraniu pierwszej grupy 1.Divisioun w 2024 wrócił do Éierepromotioun. W sezonie 2024/25 klub zajął trzecie miejsce i po wygraniu baraży z SC Bettembourg (1:0) zdobył historyczny awans do Nationaldivisioun.

## Barwy klubowe, strój, herb, hymn
|  |  |

Klub ma barwy żółto-czarne. Piłkarze domowe spotkania zazwyczaj grają w żółto-czarnych koszulkach, czarnych spodenkach oraz żółtych getrach.

## Sukcesy

### Trofea międzynarodowe
Do chwili obecnej klub jeszcze nigdy nie zakwalifikował się do rozgrywek europejskich.

### Trofea krajowe
| \| \| Zdobyte trofea w rozgrywkach Luksemburga (stan na: 31-05-2025) \| |                                                                |      |          |
| Rozgrywki                                                               | Osiągnięcie                                                    | Razy | Sezon(y) |
| Mistrzostwo                                                             | I miejsce                                                      | 0    |          |
| Mistrzostwo                                                             | II miejsce                                                     | 0    |          |
| Mistrzostwo                                                             | III miejsce                                                    | 0    |          |
| Puchar                                                                  | zdobywca                                                       | 0    |          |
| Puchar                                                                  | finalista                                                      | 0    |          |
| Puchar                                                                  | ćwierćfinalista                                                | 1    | 2012/13  |
| II liga                                                                 | I miejsce                                                      | 0    |          |
| II liga                                                                 | II miejsce                                                     | 0    |          |
| II liga                                                                 | III miejsce                                                    | 1    | 2024/25  |
| Luksemburg                                                              | Zdobyte trofea w rozgrywkach Luksemburga (stan na: 31-05-2025) |      |          |

- Promotioun/1.Divisioun (D3):
  - mistrz (4x): 2006/07 (gr.1), 2015/16 (gr.1), 2017/18 (gr.1), 2023/24 (gr.1)
  - wicemistrz (4x): 1983/84 (gr.1), 1985/86 (gr.1), 2011/12 (gr.1), 2019/20 (gr.1)
  - 3.miejsce (3x): 1990/91 (gr.1), 2012/13 (gr.1), 2014/15 (gr.1)

## Poszczególne sezony

### Rozgrywki międzynarodowe

#### Europejskie puchary
Nie uczestniczył w rozgrywkach europejskich.

### Rozgrywki krajowe
| \| Luksemburg \| Bilans występów klubu w rozgrywkach piłkarskich Luksemburga (Stan na 31 maja 2025 r.) \| \| |                                                                                       |        |       |   |   |   |    |    |     |                                                                                         |        |        |      |
| Poziom | Rozgrywki                                                                             | Sezony | Mecze | Z | R | P | B+ | B– | Pkt | Lata                                                                                    | Awanse | Spadki | Naj. |
| I | Nationaldivisioun                                                                     | 0      |       |   |   |   |    |    |     | od 2025                                                                                 | 0      | 0      | ?    |
| II | Éierepromotioun                                                                       | 8      |       |   |   |   |    |    |     | 2007–2009, 2016/17, 2018/19, 2020–2023, 2024/25                                         | 1      | 4      | 3    |
| III | 1.Divisioun                                                                           | 25     |       |   |   |   |    |    |     | 1978–1982, 1983–1987, 1989–1994, 1996/97, 2006/07, 2009–2016, 2017/18, 2019/20, 2023/24 | 7      | 6      | 1    |
| IV | 2.Divisioun                                                                           | 18     |       |   |   |   |    |    |     | 1947–1949, 1952/53, 1976–1978, 1982/83, 1987–1989, 1994–1996, 1997–1999, 2000–2006      | 5      | 3      | 1    |
| V | 3.Divisioun                                                                           | 20     |       |   |   |   |    |    |     | 1946/47, 1949–1952, 1954–1964, 1966–1971, 1999/00                                       | 3      | 2      | 1    |
| | Puchar Luksemburga                                                                    |        |       |   |   |   |    |    |     | od 1956                                                                                 |        |        | 1/4  |
| Luksemburg                                                                                                   | Bilans występów klubu w rozgrywkach piłkarskich Luksemburga (Stan na 31 maja 2025 r.) |        |       |   |   |   |    |    |     |                                                                                         |        |        |      |

## Piłkarze, trenerzy, prezydenci i właściciele klubu

### Piłkarze

#### Aktualny skład zespołu
Stan na 1 lipca 2025.
| Nr | Poz. | Piłkarz                    |
| -- | ---- | -------------------------- |
| 4  | NA   | Issam Rezig                |
| 5  | OB   | Zakaria Louriz Halhoul     |
| 7  | NA   | Fine Bop                   |
| 8  | PO   | Yorik Banota               |
| 9  | NA   | Daniel da Mota             |
| 10 | PO   | Adriel Santos              |
| 12 | NA   | Redouane Boulbrachene      |
| 15 | PO   | Ishmael Yartey             |
| 16 | BR   | Lassana Diakhaby           |
| 17 | OB   | Joscelino Silva dos Santos |
| 21 | PO   | Khalid Abi                 |
| 22 | NA   | Dave Turpel                |
| 26 | OB   | Lamine Fall                |
| 27 | OB   | Redda Kerzazi              |

| Nr | Poz. | Piłkarz                         |
| -- | ---- | ------------------------------- |
| 31 | PO   | Genc Musliu                     |
| 44 | NA   | Gabirel Castro                  |
| 70 | PO   | Olva Moreira                    |
| 71 | PO   | Rafael Modesto                  |
| 77 | NA   | Moussa Doucoure                 |
| 78 | PO   | Diego Colonato                  |
| 80 | PO   | Moustapha Sagna                 |
| 88 | PO   | Brandon Soares Rosa             |
| 89 | BR   | Diego Pereira Martins           |
| 92 | PO   | Jean Batista de Andrade Pereira |
| 96 | BR   | Yassine Gourari                 |
| 97 | PO   | Reda Eddarraj                   |
| 98 | OB   | Lucas Propuechi                 |
|    | OB   | Sami El Anabi                   |

### Trenerzy
| - 1.07.2006–30.06.2008: Mike Ney - 1.07.2008–13.04.2009: Yves Hansen - 13.04.2009–15.09.2009: Patrick Wagner - 15.09.2009–1.05.2011: Pascal Peters - 1.07.2011–30.06.2012: Steve Majerus - 1.07.2012–8.03.2016: Carlos Fangueiro - 9.03.2016–30.06.2016: Silverio Esgaio - 1.07.2016–8.12.2016: Yvo Martins | - 1.01.2017–30.06.2017: Silverio Esgaio - 1.07.2017–29.12.2017: Bernhard Roth - 30.12.2017–10.03.2019: Paul Hunnewald - 12.03.2019–30.06.2020: Filipe Vila Verde - 1.07.2020–19.04.2022: Didier Nilton Rocha - 20.04.2022–14.03.2023: Daniel Dias de Almeida - 16.03.2023–30.06.2025: Pedro Teixeira - od 1.07.2025: Vítor Pereira |

## Struktura klubu

### Stadion
Drużyna rozgrywa swoje mecze domowe w Bissen na Terrain ZAC Klengbousbierg, który może pomieścić 1500 widzów. 

## Kibice i rywalizacja z innymi klubami

### Derby
- Marisca Mersch
- Etzella Ettelbruck